# Carinata nigrofasciata
Carinata nigrofasciata är en insektsart som beskrevs av Li och Wang. Carinata nigrofasciata ingår i släktet Carinata och familjen dvärgstritar. Inga underarter finns listade i Catalogue of Life.